# Kiowa (Oklahoma)
Kiowa – miasto w Stanach Zjednoczonych, w stanie Oklahoma, w hrabstwie Pittsburg.